# Supersegretissimo
Supersegretissimo è una collana di romanzi dedicati allo spionaggio, al thriller, noir e all'azione. Edita dalla Arnoldo Mondadori Editore, nasce come raccolta di opere già uscite nella collana Segretissimo, ma in seguito si pone come collana di romanzi inediti.
L'8 aprile 2011 Alan D. Altieri, editor di Segretissimo, annuncia sul blog della testata la chiusura di Supersegretissimo.

## Elenco delle uscite
(Ancora in fase di completamento)
| Numero | Titolo italiano                                                                            | Autore             | Titolo originale                                       | Anno      | Data di uscita |
| ------ | ------------------------------------------------------------------------------------------ | ------------------ | ------------------------------------------------------ | --------- | -------------- |
| 1      | James Bond: Operazione Scorpius James Bond: Operazione "Invincible"                        | John Gardner       | (Scorpius Win, Lose or Die)                            | 1988 1989 | ottobre 1994   |
| 2      | SAS Furore d'Olanda Poker di donne                                                         | Gérard de Villiers | (Les Enragés d'Amsterdam Les Amazones de Pyongyang)    | 1984 1988 | giugno 1995    |
| 3      | James Bond 007: la spia che mi amava James Bond 007: Moonraker, operazione spazio          | Christopher Wood   | (The Spy Who Loved Me Moonraker)                       | 1977 1979 | dicembre 1995  |
| 4      | SAS Truffa a Brunei Legge marziale a Kabul                                                 | Gérard de Villiers | (Arnaque à Brunei Loi Martiale à Kaboul)               | 1989      | giugno 1996    |
| 5      | SAS Febbre spagnola Avventura in Sierra leone                                              | Gérard de Villiers | (L'affaire Kirsanov Aventure en Sierra Leone)          | 1985 1988 | novembre 1996  |
| 6      | SAS Avenue L'ostaggio di Teheran                                                           | Gérard de Villiers | (Le plan Nasser L'otage d'Oman)                        | 1986 1987 | giugno 1997    |
| 7      | SAS vede russo Droga on the rocks                                                          | Gérard de Villiers | (La Madone de Stockholm Escale à Gibraltar)            | 1987      | novembre 1997  |
| 8      | SAS I killer di Bruxelles Visto per Cuba                                                   | Gérard de Villiers | (Les Tueurs de Bruxelles Visa pour Cuba)               | 1988 1989 | giugno 1998    |
| 9      | SAS a Istanbul SAS contro la CIA                                                           | Gérard de Villiers | (SAS à Istanbul SAS contre CIA)                        | 1965      | novembre 1998  |
| 10     | Lo sconosciuto di Leningrado Incubo in Colombia                                            | Gérard de Villiers | (L'Inconnu de Leningrad Cauchemar en Colombie)         | 1989      | luglio 1999    |
| 11     | Missione: Si-Siou L'affare Zouzou                                                          | Gérard de Villiers | (Les Soucis de Si-Siou La Mort aux Chats)              | 1969 1997 | luglio 1999    |
| 12     | SAS: dopo di me l'Apocalisse Che diavolo di spia, quel SAS                                 | Gérard de Villiers | (Operation Apocalypse Samba pour SAS)                  | 1965 1966 | novembre 1999  |
| 13     | Sua Altezza Serenissima Il gioco dei potenti                                               | Gérard de Villiers | (Rendez-vous à San Francisco Le Dossier Kennedy)       | 1966 1967 | luglio 2000    |
| 15     | SAS vede nero SAS: spie sull'altra sponda                                                  | Gérard de Villiers | (Aux Caraibes Broie du noir)                           | 1967      | novembre 2000  |
| 16     | A Ovest di Gerusalemme Un cimitero sul fiume Kwai                                          | Gérard de Villiers | (A l'ouest de Jerusalem L'or de la riviere Kwai)       | 1967 1968 | giugno 2001    |
| 17     | Largo Winch - Assalto al gruppo W Largo Winch - Cyclope bionda                             | Van Hamme          | (Largo Winch et groupe W Largo Winch et la Cyclope)    | 1977      | settembre 2001 |
| 18     | Scusate, ho sbagliato ussaro Le tre vedove di Hong Kong                                    | Gérard de Villiers | (Magie noire à New York Les trois veuves de Hong-Kong) | 1968      | novembre 2001  |
| 19     | Senza tregua Goldeneye                                                                     | John Gardner       | (No deals, Mr. Bond Goldeneye)                         | 1987 1995 | giugno 2002    |
| 20     | Sevizie a domicilio Attento, SAS, ti fanno la forca!                                       | Gérard de Villiers | (L'abominable sirène Les pendus de Baghdad)            | 1969      | agosto 2002    |
| 21     | Due missioni per l'Esecutore (Circolo di sangue / Gioco di precisione)                     | Don Pendleton      | (Blood Circle Precision Play)                          | 1997 2000 | giugno 2003    |
| 22     | SAS a Baghdad (tre romanzi mozzafiato)                                                     | Gérard de Villiers |                                                        |           | luglio 2003    |
| 23     | Il Celta non sbaglia                                                                       | Robert Morcet      |                                                        |           | ottobre 2003   |
| 24     | Il Celta spara per primo (Operazione Zombie / Pulsioni fatali)                             | Robert Morcet      | (Opération Zombie Pulsions fatales)                    | 2000 2001 | giugno 2004    |
| 25     | La pantera di Hollywood Scalo a Pago Pago                                                  | Gérard de Villiers |                                                        |           | luglio 2004    |
| 26     | L'Esecutore: missione compiuta! (Sterminio di massa / Tolleranza zero)                     | Don Pendleton      | (Terminal Option Zero Tolerance)                       | 1997 1998 | ottobre 2004   |
| 27     | Quello sporco mestiere di spia Chi di spia ferisce                                         | Gérard de Villiers |                                                        |           | luglio 2005    |
| 28     | Ciclone all'ONU Missione a Saigon                                                          | Gérard de Villiers | (Cyclone a l'ONU Mission a Saigon)                     | 1970      | ottobre 2005   |
| 29     | Sua altezza la spia Agente di ventura                                                      | Gérard de Villiers | (Le bal de la comtesse Adler Les parias de Ceylan)     | 1971      | aprile 2006    |
| 30     | Massacro ad Amman Requiem per i Tonton Macoute                                             | Gérard de Villiers | (Massacre a Amman Requiem pour Tontons Macoutes)       | 1971      | settembre 2006 |
| 31     | Sua Altezza Serenissima Morire a Beirut                                                    | Gérard de Villiers |                                                        |           |                |
| 32     | Safari a La Paz L'eroina di Vientiane                                                      | Gérard de Villiers | (Safari a La Paz L'heroine de Vientiane)               | 1972      | aprile 2007    |
| 33     | Il veleno di Belfast Pace armata                                                           | Shaun Hutson       | (White Ghost Knife Edge)                               | 1994 1997 | luglio 2007    |
| 34     | A proposito di Sua Altezza Serenissima Morire per Zanzibar                                 | Gérard de Villiers | (Berlin: Check Point Charlie Mourir pour Zanzibar)     | 1973      | dicembre 2007  |
| 35     | L'ora della svastica                                                                       | Peter Quinn        | (Hour of the Cat)                                      | 2005      | aprile 2008    |
| 36     | Legion                                                                                     | AA.VV.             |                                                        | 2008      | luglio 2008    |
| 37     | Golden Serpent                                                                             | Mark Abernethy     | (Golden Serpent)                                       | 2007      | dicembre 2008  |
| 38     | Rebus                                                                                      | Henry Porter       | (Empire State)                                         | 2003      | aprile 2009    |
| 39     | Confine di stato                                                                           | Simone Sarasso     |                                                        | 2009      | luglio 2009    |
| 40     | OSS 117 - Romanza della morte: - Qui OSS 117 [OSS 117 chiude la partita] - A denti stretti | Jean Bruce         | (Ici OSS 117 Romance de la mort)                       | 1964 1950 | dicembre 2009  |
| 41     | Guerre dell'uranio                                                                         | Mark Abernethy     | (Second Strike)                                        | 2008      | marzo 2010     |
| 42     | Guerre segrete                                                                             | Stephen Gunn       |                                                        | 2010      | giugno 2010    |
| 43     | L'uomo di Brandeburgo                                                                      | Henry Porter       | (Brandenburg)                                          | 2005      | settembre 2010 |
| 44     | La pista della morte                                                                       | Mark Abernethy     | (Double Back)                                          | 2009      | dicembre 2010  |